# Livmodertransplantation
En livmoderstransplantation är en kirurgisk åtgärd där en frisk livmoder (latin: Uterus)
flyttas (transplanteras) till en organism där livmoder saknas - exempelvis på grund av Mayer-Rokitansky-Küster-Hauser-syndromet. Eftersom livmodern är del av däggdjurs normala sexuella fortplantning, är ingen normal implantation av embryo möjlig, med en skadad livmoder, eller när livmoder helt saknas. Detta fenomen kallas för absolut uterus infertilitet. Livmodertransplantation är en möjlig behandling för denna form av infertilitet.

## Historia

### Studier
1918 publicerades undersökningar om livmodertransplantationer hos marsvin. Under åren 1964 och 1966 var Eraslan, Hamernik och Hardy från Medical Center vid University of Mississippi i Jackson, Mississippi de första som genomförde en autotransplantation av livmoder, på en hund och sedan uppnådde en graviditet med denna livmoder. Under år 2010 demonstrerade Diaz-Garcia, och medarbetare på Göteborgs universitets avdelning för födelsehjälp, världens första lyckade livmodertransplantation på en råtta.

### Fallrapporter

#### Transplantationer
1931 dog Lili Elbe, dansk transsexuell person i Tyskland. Dödsorsaken var antagligen en avstötningsreaktion. Detta skedde tre månader efter att hon i Dresden, möjligtvis fått världens första livmodertransplantation av Kurt Warnekros. Detta som fjärde delen i könskorrigerande operationer, men operationen publicerades aldrig vetenskapligt.
År 2000 företogs i Saudiarabien av Wafa Fagee en livmodertransplantation från en 46 år gammal patient, till en 26 år gammal mottagare, på vilken det efter en förlossning behövde genomföras en hysterektomi på grund av stora blödningar. I den medicinska fackvärlden diskuterades sedan om transplantationen verkligen kunde kallas framgångsrik. Tillvägagångssättet väckte dessutom moraliska och etiska frågor, som diskuterades i litteraturen.
I Turkiet genomfördes den 9 augusti 2011 världens första livmodertransplantation av en grupp läkare vid Akdeniz-Universitetet i Antalya. Den genomfördes med en hjärndöd 22 år gammal givares organ. Den 21 år gamla turkiska kvinnan Derya Sert, som hade fötts utan livmoder, var den första kvinnan i historien som fick en livmoder av en hjärndöd givare. Operationen, som genomfördes av Ömer Özkan, Munire Erman Akar och deras team, var den första livmodertransplantationen, efter vilken funktion av livmodern över längre tid kunde uppnås. Patienten utvecklade en regelmässig menstruationscykel efter 20 dagar och blev gravid två gånger, men båda graviditeterna slutade med ett tidigt missfall. Anledningen till detta förblev okänt. Livmoderns potential att genomföra en graviditet var inte känt före transplantationen eftersom givaren inte hade fött något barn.
I Göteborg genomfördes den första transplantationen från en moder till hennes dotter vid Göteborgs universitet 2012 under ledning av Mats Brännström.
Den första livmodertransplantationen i USA ägde rum den 24 februari 2016 i Cleveland Clinic av Case Western Reserve University i Cleveland, Ohio, men på grund av komplikationer behövde livmodern tas bort igen den 8 mars 2016. I april 2016 publicerades att en infektion med Candida albicans hade lett till en skada på den lokala artären, vilket försämrade livmoderns blodförsörjning och gjorde det nödvändigt att denna togs bort.
Den första i Indien genomförda livmodertransplantationen ägde rum den 18 maj 2017 på Galaxy Care Hospital i Pune, Maharashtra. Den 26-år gamla patienten hade fötts utan livmoder och fick sin mors livmoder vid transplantationen. Den 18 oktober 2018 föddes, efter IVF i april 2018, den första babyn med kejsarsnitt.
I Tyskland genomfördes den första livmodertransplantationen den 14 oktober i Universitätsklinikum Tübingen. En 23-årig patient med Mayer-Rokitansky-Küster-Hauser-syndrom fick genom transplantation sin mors livmoder. Operationen genomfördes av ett multidisciplinärt doktorteam under ledning av Sara Brucker, Diethelm Wallwiener och Alfred Königsrainer i samarbete med det svenska transplantationsteamet under ledning av Mats Brännström. Ett andra transplantationsförsök på Universitätsklinikum Tübingen misslyckades redan under pågående operation.
Vidare operationer har genomförts i Kina, Tjeckien och Brasilien.
I oktober 2017 lyckades det svenska teamet att ta ut givarens livmoder laparoskopiskt med robothjälp.

#### Första graviditeter
I oktober 2014 tillkännagavs för första gången att en frisk baby hade fötts i Sverige av en mottagare av ett livmodertransplantat. Den brittiska medicintidskriften The Lancet skrev att pojken, som vägde 1,8 kg, föddes i september. Babyn hade fötts med kejsarsnitt efter ungefär 32 graviditetsveckor, efter att modern hade utvecklat preeklampsi. Den 36 år gamla modern hade fått en livmoder av en 61 år gammal levande givare i en operation ledd av Mats Brännström. Kvinnan hade egna friska äggstockar men hade fötts utan livmoder - ett tillstånd som drabbar cirka en av 4500 kvinnor. I den transplanterade livmodern transfererades ett embryo som hade producerats med in vitro-fertilisering av en äggcell av kvinnan och hennes mans sperma. Det genomfördes en immunsuppression med takrolimus, azathioprin och kortikosteroider. Det uppträdde tre lätta avstötningsperioder, varav en under graviditeten, men de kunde alla tryckas ned med mediciner.

## Procedurer
En uterustransplantation börjar med en operation där livmodern tas ut ur givarens kropp. Tekniker för detta finns för djur, även för primater och numera även för människor. I väntan på att livmodern ska transplanteras måste den förvaras nedkyld, om den t.ex. behöver transporteras till mottagaren.
Mottagaren genomgår tre stora operationer. Den första av dessa är transplantationskirurgin. Om/när kvinnan blir gravid och ett livsdugligt fostret finns genomförs ett kejsarsnitt. Eftersom mottagaren måste behandlas med en immunsuppressiv terapi, genomförs efter avslutad familjeplanering en hysterektomi för att kunna avsluta den immunsuppressiva terapin. Livmodern är alltså bara tänkt som temporärt transplantat.